# Союзпищепром
«Союзпищепром» — российский производитель продуктов питания полного цикла, реализующее стратегию "от поля до прилавка" макаронных изделий, готовых завтраков, муки, крупяных изделий, растительных напитков. 

## История
История «Союзпищепрома» начинается с 1898 года, когда купец Кузнецов построил на берегу реки Миасс одну из самых современных, по тем временам, паровую мельницу. Его продукция мгновенно завоевала популярность и была отмечена медалями.
По оценкам ведущих отраслевых экспертов, холдинг «Союзпищепром» входит в первую тройку производителей продуктов питания УрФО и в первую двадцатку российских поставщиков бакалеи. По данным журнала «Эксперт», в 2019 году «Союзпищепром» вошел в двадцатку наиболее быстрорастущих российских компаний агропромышленного комплекса.

## Собственники и руководство
91,6% «Союзпищепрома» принадлежит его основателю — экс-депутату Законодательного собрания Челябинской области Александру Берестову, ещё 8,3% принадлежит его Жене Ирине Берестовой.

## Структура объединения
1. ООО «Объединение «Союзпищепром» (в прошлом — ОАО «Комбинат хлебопродуктов им. Григоровича»), Челябинск
2. ООО «ТД «Союзпищепром»
3. ООО «ПКБ «Союзпищепром»
4. ООО «ТПК «Варна», Варна
5. ООО «Макароныч»
6. ООО «Чебаркульская птица», Чебаркуль
7. ООО СП «Агрофирма Павловское»[5]

## Торговые марки
1. Союзпищепром
2. Здоровое меню
3. Царь
4. Green Milk
5. Dr. Naturi
6. Честный продукт
7. Солнышко
8. Chipas Bar
9. Free Chat